# Jilebtic
Jilebtic es una localidad del municipio de Larráinzar ubicado en la región de Los Altos del estado mexicano de Chiapas. La localidad fue creada el 15 de abril de 2015.

## Geografía
La localidad de Jilebtic se sitúa en las coordenadas geográficas 16°53′12″N 92°43′21″O / 16.886641, -92.722472, a una elevación de 2,006 metros sobre el nivel del mar.

## Demografía
Según el Censo de Población y Vivienda 2020, efectuado por el Instituto Nacional de Estadística y Geografía, la localidad de Jilebtic tiene 55 habitantes, de los cuales 30 son del sexo masculino y 25 del sexo femenino. Su tasa de fecundidad es de 4 hijos por mujer y tiene 11 viviendas particulares habitadas.
| Gráfica de evolución demográfica de Jilebtic entre 2020 y 2020 |
|                                                                |
| INEGI.                                                         |